# Szemérem elleni erőszak
A szemérem elleni erőszak a nemi erkölcs elleni bűncselekmények csoportjába tartozik, a bűncselekmény jogi tárgya a nemi élet szabadsága. A bűncselekmény mind alapelemeiben, mind minősítési rendszerében megegyezik az erőszakos közösülés bűncselekményével. A különbség az elkövetési magatartásnál van: szemben a közösüléssel, a szemérem elleni erőszak esetében az elkövető nem közösülésre, hanem fajtalanságra kényszeríti a passzív alanyt.

## Magyar szabályozás
- 198. § (1) Aki mást erőszakkal, avagy az élet vagy testi épség ellen irányuló közvetlen fenyegetéssel fajtalanságra, vagy ennek eltűrésére kényszerít, vagy másnak a védekezésre, illetőleg akaratnyilvánításra képtelen állapotát fajtalanságra használja fel, bűntettet követ el, és két évtől nyolc évig terjedő szabadságvesztéssel büntetendő.
- (2) A büntetés öt évtől tíz évig terjedő szabadságvesztés, ha
  - a) az erőszakkal, avagy az élet vagy testi épség ellen irányuló közvetlen fenyegetéssel fajtalanságra, vagy ennek eltűrésére kényszerített sértett a tizenkettedik életévét nem töltötte be,
  - b) a sértett az elkövető nevelése, felügyelete, gondozása vagy gyógykezelése alatt áll,
  - c) a sértettel azonos alkalommal, egymás cselekményéről tudva, többen fajtalankodnak.
- (3) A büntetés öt évtől tizenöt évig terjedő szabadságvesztés, ha a (2) bekezdés a) pontja szerinti szemérem elleni erőszak a (2) bekezdés b) vagy c) pontja szerint is minősül.

### Elkövetési magatartás
Az elkövetési magatartásnak – hasonlóan az erőszakos közösüléshez – két fordulata van: fajtalanságra vagy ennek eltűrésére kényszerítés, illetve a sértett védekezésre vagy akaratnyilvánításra képtelen állapotának fajtalanságra történő felhasználása. A kényszerítés a sértett komoly ellenállásának leküzdésére alkalmas olyan cselekmény, melynek eredményeként a sértett képtelen valódi akaratának megfelelő magatartás tanúsítására.

### Mi a fajtalanság?
A fajtalanság fogalmát a Btk. 210/A. (2) értelmező szakasza határozza meg, e szerint E Cím alkalmazásában fajtalanság: a közösülés kivételével minden súlyosan szeméremsértő cselekmény, amely a nemi vágy felkeltésére vagy kielégítésére szolgál. Súlyosan szeméremsértő a cselekmény, ha az a társadalom tagjainak nemi vonatkozású erkölcsi érzését sérti. A szeméremsértő cselekménynek "súlyosnak" kell lennie, mert ha ez nem valósul meg, úgy csak a sértett becsületét sértheti a cselekmény (például nő megcsókolása, nő átkarolása, mellének megfogása nem tekinthető súlyosan szeméremsértő cselekménynek). Továbbá a cselekménynek a nemi vágy felkeltésére vagy kielégítésére kell szolgálnia: szexuális indítékból, célból követik el a bűncselekményt. Fajtalanság lehet különböző nemű személyek vagy azonos nemű személyek között, illetve embernek önmagával vagy embernek állattal.

### Elkövetési módok
A kényszerítés erőszakkal vagy élet illetve testi épség ellen irányuló közvetlen fenyegetéssel valósulhat meg. Erőszak: személyre közvetlenül ható fizikai erő, amely az ellenállást megtöri. A fenyegetés olyan súlyos hátrány kilátásba helyezése, amely alkalmas arra, hogy a megfenyegetettben komoly félelmet keltsen.
A fajtalanságra használás pedig védekezésre képtelen helyzet kihasználásával - 12. életévet meg nem haladó korú gyermek megdönthetetetlen vélelem miatt védekezésre képtelennek minősül - illetve akaratnyilvánításra képtelen helyzet (pszichikailag képtelen az ellenállásra) kihasználásval történhet meg.

### Magánindítvány
A szemérem elleni erőszak alapesete (198. § (1)) magánindítványra büntetendő, a sértett dönti el, hogy kívánja-e az átélt cselekményt az igazságszolgáltatás keretében újra felidézni. Itt a sértett kímélete vezette a jogalkotót.

### Egyéb
A minősített esetek egyeznek az erőszakos közösülés eseteivel.